# Лили (ледник)
Ледникът Лили (на английски: Lillie Glacier) е голям долинен ледник в Източна Антарктида, на границата между Бреговете Отс и Пенел, на Земя Виктория. Дължина 190 km, ширина до 19 km. Води началото си от западните части на планината Адмиралти (част от Трансантарктическите планини) и „тече“ в северна посока между планините Бауърс на запад и Конкорд и Анаре на изток. От изток се подхранва от ледника Еба. „Влива“ се в югоизточната част на залива Об на море Сомов, част от Тихоокеанския сектор на Южния океан, чрез дълъг над 20 km ледников език.
Ледниковият език на ледника Лили е открит през февруари 1911 г. от екипажа на „Тера Нова“ експедиционния кораб на антарктическата експедиция (1910 – 13) на капитан Робърт Скот и е наименуван в чест на биолога на експедицията Денис Лили (1888 – 1963). На базата на направените аерофотоснимки от американската антарктическа експедиция през 1946 – 47 г. и извършените топографски снимки от полевите отряди на австралийската антарктическа експедиция през 1960 – 62 г. границите и конфигурацията на ледника са установени и картирани и названието Лили е пренесено от ледниковия език на целия новооткрит голям ледник.